# Max Lange
Max Lange (Magdeburgo, 7 agosto 1832 – Lipsia, 8 dicembre 1899) è stato uno scacchista e compositore di scacchi tedesco.

## Biografia
Vinse quattro campionati tedeschi: nel 1862, 1863 e 1864 a Düsseldorf e nel 1868 ad Aquisgrana. Nel 1868 vinse il torneo di Amburgo.
Dal 1858 al 1864 fu editore del periodico « Deutsche Schachzeitung ». Fu tra i fondatori della federazione di scacchi tedesca occidentale (Westdeutscher Schachbund), ed il secondo presidente della federazione nazionale tedesca (Deutscher Schachbund).
Pubblicò il manuale Lehrbuch des Schachspiels (Halle, 1856) e il manuale sui problemi di scacchi «Handbuch der Schachaufgaben» (Lipsia, 1862).
Prende il suo nome l'attacco Max Lange della difesa dei due cavalli: 

1. e4 e5 2. Cf3 Cc6 3. Ac4 Cf6 4. d4 exd4 5. 0-0 Ac5  6. e5